# ديريك ديسانتس
ديريك ديسانتس (بالإنجليزية: Derek DeSantis)‏ هو عازف قيثارة أمريكي، ولد في 27 مارس 1982.